# Jocelyn Armel
Pour les articles homonymes, voir Armel et Bachelor.
Jocelyn Armel, dit le Bachelor, est un sapeur d'origine congolaise établi à Paris.
Il est une figure du mouvement culturel congolais de la sape dans la capitale, aux costumes chics et colorés. Il y tient sa marque Connivences, fondée en 1998 et installée à Château Rouge.

## Biographie

### Études
Jocelyn Armel naît en république du Congo au cours des années 1960 au sein d'une famille aisée. Il arrive à Paris en 1977 à l'âge de seize ans, et grandit au sein du quartier de la Goutte-d'Or. Il passe son baccalauréat puis obtient une maîtrise en administration économique et sociale option gestion des entreprises.

### Débuts dans la mode
Malgré ses diplômes, Jocelyn Armel enchaîne les emplois pour subvenir aux besoins de sa famille.
Il est employé au cours des années 1990 en tant que saisonnier dans la boutique parisienne du créateur Daniel Hechter, chez qui il était d'abord client. Passionné par la mode, alors qu'il pensait jusque là faire carrière au Congo, il y devient responsable.

### Succès dans la sape
Souhaitant que le « métissage de Paris » soit reflété par la mode, qu'il juge trop classique et peu colorée, Jocelyn Armel fonde en 1998 sa propre marque, Connivences. Il vend d'abord ses créations à domicile.
Sept ans plus tard, en 2005, sa mère lui cède le local de son restaurant, situé à Château Rouge, 12, rue de Panama dans le 18e arrondissement. Il y ouvre sa boutique de prêt-à-porter masculin, Sape and co, le 30 juin 2005. Elle lui fait connaître le succès,. Vers 2010, il ouvre une seconde boutique, rue Caulaincourt, mais l'expérience ne dure que deux ans.
Sa boutique ferme en 2020.

## Figure du mouvement de la sape
Jocelyn Armel est un sapeur, membre de la Société des ambianceurs et des personnes élégantes, un mouvement culturel chic réunissant les deux Congos qui s'approprie les costumes des colons, par affront envers ces derniers puis par opposition à la politique menée par Mobutu Sese Seko, qui en interdit l'usage. Il voit en la sape « une quête identitaire » : « Avant, on subissait le système, on était obligés de se conformer à une norme vestimentaire », qu'il compare au port de la coiffure afro.
Jocelyn Armel est devenu à Paris « le Bachelor », un personnage à la fois emblématique du monde de la Sape parisienne et du quartier Barbès-Château Rouge,. Il doit son nom à l'émission de télé-réalité Bachelor, le gentleman célibataire. Au cours des années 2010, il prête tour à tour son image aux collections de Nike, Lacoste et Louboutin ; Martin Parr le photographie.

## Marque Connivences
Jocelyn Armel réalise des costumes très colorés voire fluos, aux motifs fleuris, à pois ou à rayures. Au sein d'une même collection, il propose six modèles pour chaque vêtement. En 2016, ses tissus proviennent d'Italie, de Pologne et de Roumanie. Il vend ses costumes à des prix allant de 150 à 300 €,. Il déclare avoir une clientèle à moitié occidentale, qui vient parfois de pays frontaliers à la France.
Il a fait de son ami l'écrivain Alain Mabanckou son égérie. Il sape le chanteur et sapeur Papa Wemba, l'animateur Ariel Wizman ou l'acteur Vincent Perez. Il est reconnu par le City Guide Louis Vuitton comme l'une des cent personnalités de Paris et sa boutique est classée parmi les cent les plus chics de Paris par Monsieur,. Elle est aussi étudiée à l'Institut français de la mode.

## Filmographie
- Prosper (2025) : son propre rôle

### Filmographie
- David-Pierre Fila, Le Sapeur, 2017, république du Congo, 65 minutes